# Micromus ramosus
Micromus ramosus är en insektsart som beskrevs av Navás 1934. Micromus ramosus ingår i släktet Micromus och familjen florsländor. Inga underarter finns listade i Catalogue of Life.